# Український танець

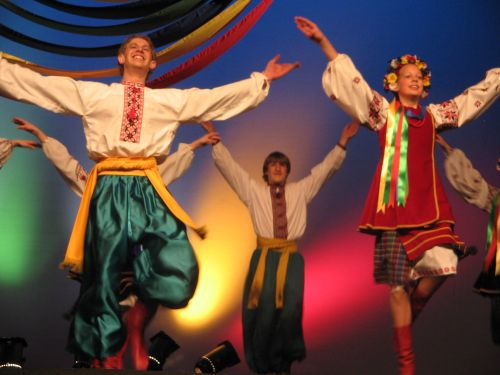

Украї́нський та́нець — це народний або сценічний танець різних регіонів України. Народний танець — фольклорний танець, який з'являється на певній території і має традиційні для даної місцевості рухи, ритми, костюми, малюнки танцю, тощо. Їх можна поділити на три групи:
1. Хороводи (наприклад, Метелиця, Перепілочка, Веснянки, Гаївки, танець Журавель).
2. Парні танці, що мають характер головно залицяння і пантомімічного визнання кохання (наприклад, Козачок, Полька, Коломийка, Катерина, Рибка).
3. Сольні танці, що в них танцює одна особа, а частіше дві — жінки, чоловіки або особа пара (наприклад, Гопак, Тропак, Аркан), Шевчик, Василиха[1][2].

Виконання хороводів пов'язувалось з обрядовими діями: з традиційною зустріччю весни;
відзначенням літа; зустріччю Нового року.
Хороводи поділяються на три тематичні групи:
- трудові («А ми просо сіяли, сіяли», «Мак», «Шевчик», «Бондар», «Коваль»[ru]);
- родинно-побутові («Кривий танець», «Перепілка», «Ой гілля, гілочки», «Пташка»);
- хороводи, що втілюють патріотичні почуття народу, оспівують рідну природу («А вже весна», «Марена»)[3][4][5][6].

За характером виконання хороводів їх розділяють на дві групи: пантомімо-ілюстративні («Заїнька», «Перепілка», «Ой Василю, Василино») та орнаментальні («Шум», «Кривий танець», «Плету лісочку»).
Сценічний танець, поставлений балетмейстером у професійному або самодіяльному колективі для показу на сцені, може бути українським, але вже не є народним, він є стилізованим народним танцем.

## Історія
Перші танці виникли як засіб спілкування між людьми, та між людьми та богами. Танцювальні рухи розвивалися також і внаслідок імітації рухів тварин, птахів, а пізніше — жестів, що відображали певні трудові процеси (наприклад, деякі хороводи). Первісний танець, як і пісня, виконував магічну роль, тому серед календарно-обрядових танців збереглося чи не найбільше архаїчних рис.
Найдавнішими слідами танцювального мистецтва в Україні можна вважати малюнки трипільської доби, де зображені фігури людей, котрі одну руку кладуть на талію, а другу заводять за голову. Такі рухи зустрічаються в сучасних танцях. Зображення танцюристів і музикантів є на фресках Софійського собору в Києві XI століття. На думку деяких дослідників, срібні фігурки чоловічків з Мартинівського скарбу IV століття передають один з танцювальних рухів: напівприсядку з широко розставленими ногами і покладеними на стегна руками. Зображення танців знаходимо і в багатьох мініатюрах зі стародавніх літописів. Писемні повідомлення про давні танці дають нам літописці, які називають їх «скакание и топтание», «гульба и плясание», «хребтом вихляние», «плясание и плескание». Літописці-християни називають такі дії «бісівськими», або «поганськими». Це дає певні підстави вважати, що первісні танці були тісно пов'язані з прадавнім богослужінням.

## Танці як елемент обрядовості
Про один із залишків такого язичницького обряду, який побутував у церковному богослужінні на Волині (1582), писав Ян Ласіцький. Він повідомляє про вінчання, яке відбувалося близько одинадцятої години ночі. Молодих до церкви супроводжували сопілкарі. Після здійснення церковного обряду священику подають чашу з медовим напоєм, він надпиває її за здоров'я молодих, потім передає нареченим, щоб вони допили священний напій. Далі з голови нареченої знімають зелений вінок і починають його топтати — це означає прощання з дівоцтвом. Тоді священик бере молодих за руки і веде в танець, а всі інші, взявшись за руки, довгим рядом танцюють за ними. Цей своєрідний ритуал, завершується загальними піснями і танцями з плесканням в долоні. Як видно, до нас дійшов запис дивовижного поєднання християнського обряду з прадавнім народовірським звичаєм, який ще пам'ятали в XVI столітті. Імовірно, в старіші часи таку ж роль виконували служителі язичницьких культів.
Ритуальні танці досі ще побутують у деяких регіонах України. Наприклад, гуцульські танці «Кругляк» і «Освячення зерна». За своєю символікою вони подібні. Танець «Освячення зерна» виконувався на Різдво сильними, здоровими чоловіками: на білій плахті лежить зерно, навколо нього, взявшись за руки, танцюють в напрямку руху сонця ритуальний танок, який надає зерну магічної сили плідності. Далі освячене таким чином зерно висипають у поділ господині. Символіка танцю передає уявлення про чоловічу запліднюючу силу і жіночу — народжуючу. Навесні це освячене зерно, перемішавши з іншим посівним зерном, господар посіє на ниву. Танець «Кругляк» виконується також одруженими чоловіками при освяченні пасіки. Топірці кладуть по колу, у вигляді сонця, зерно освячують у шапках, потім висипають господині в запаску. Цей ритуальний танок має сприяти здоров'ю бджіл, доброму медозбору. Співається пісня, «щоб бджоли були веселі». Звучать побажання: «Дай, Боже, щоб пасіка була така велична, як свята були величні». Освяченим зерном господарі будуть навесні посипати вулики, коли вперше випускатимуть бджіл.

## Видатні дослідники танцю
Досі етнографи не зібрали й не описали на належному науковому рівні всі фольклорні танці українців. Перші докладні описи танців подали переважно літератори в художніх творах: Григорій Квітка-Основ'яненко, Іван Котляревський, Тарас Шевченко, Іван Франко, Іван Нечуй-Левицький, Микола Гоголь, Марко Кропивницький та ін. І хоча письменник не ставить собі за мету наукове дослідження танцю, проте описи танцювального мистецтва українців, зроблені досить ретельно і з художньою майстерністю, можуть служити водночас і цінним етнографічним матеріалом.
Серед дослідників українського народного танцю в XX столітті можна назвати Василя Верховинця, Андрія Гуменюка, Андрія Нагачевського (Канада), Романа Герасимчука та інші. Класифікації українських танців, запропоновані дослідниками, досі не можуть вважатися досконалими. Першу класифікацію запропонував Василь Верховинець, поділивши всі українські танці на масові, парні й сольні. Музикознавці класифікують їх за характером музичного супроводу: гопаки, козачки, польки, мазурки, кадрилі тощо. Між хореографами побутує класифікація і за назвами танців; «Рибка», «Коваль», «Швець», «Горлиця» тощо. Андрій Гуменюк у книжці «Українські народні танці» поділяє їх на хороводи, сюжетні й побутові.

## Походження назв танців

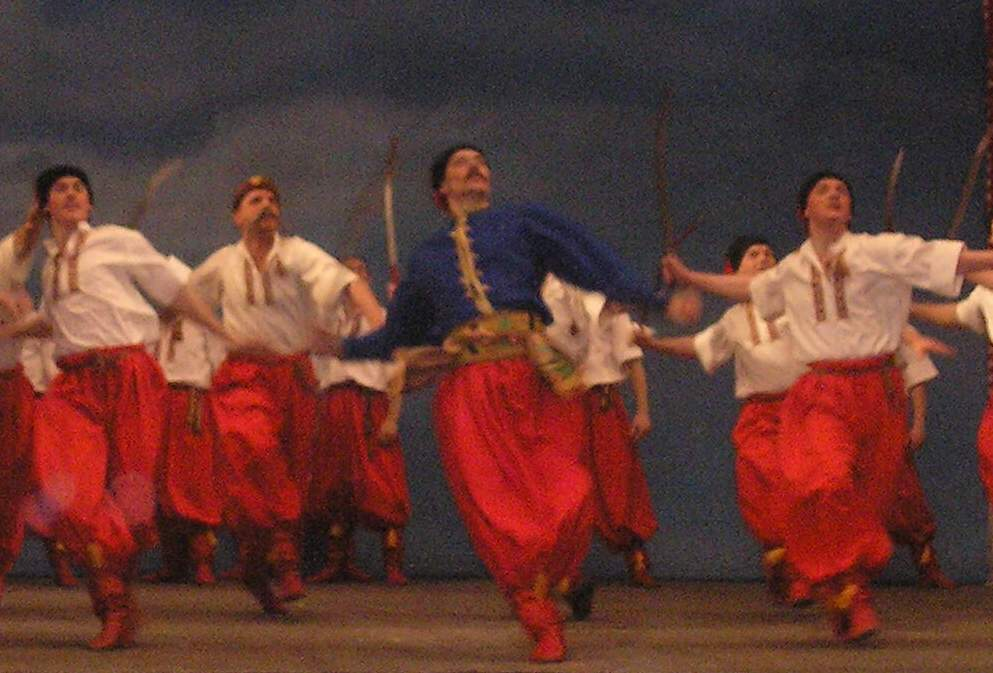

Говорячи про українські народні танці, слід зазначити, що часто один і той же танець у різних місцевостях може мати різні назви. Наприклад, такий відомий нині український танець як «Гопак» (також бойовий Гопак) має інші назви: «Гоцак», «Козак», «Козачок», «Тропак», «Третяк» та інші.
Танці отримують назви з різних причин. Наприклад, за якимось словом, що часто вживається в пісні, під яку танцюють: від пісні «Ой дівчина — горлиця» назвали танок «Горлицею». Те ж саме з назвою «Полька», що також походить від пісні, а не від того, що ніби він польський танець: він побутує в Україні та в деяких країнах Європи. В одній з таких пісень, яка є супроводом до танцю, зокрема співається: «Біда польку спокусила — пішла полька за русина…».
Так отримали назви і деякі весільні танці: «Дудочка» («Діду, мій дударику…»), «Журавель» («Унадився журавель, журавель до бабиних конопель…») та інші. Деякі танці називаються за місцевістю, де вони побутують: «Коломийка» (від м. Коломия), «Гуцулка» (від Гуцульщини), «Микуличинка» (від с. Микуличин), «Березнянка» (від м. Великий Березний), «Лючинка» (від річки Лючинки), «Санжарівка» (від м. Санжари) і т. ін. Іноді танці називають від назв рухів, які в них переважають: «Увиванець», «Тропак», «Гайдук» (присядки) тощо.

## Основні танцювальні рухи
Крім назв танців, у народі існує ряд назв танцювальних рухів. Василь Верховинець записав кілька з них: доріжка, присядки, навприсядки, вихиляси, «бач, як заплів» (пізніше названа плетінкою), «от завернув», «от загріба», плазунець. Нині відомі й інші народні назви рухів: гопаки, витинанки, підскоки, підтупи, дрібні скоки, тропаки, закрутки, голубці тощо.
Основні рухи, малюнки, назви танців та па відрізняються в залежності від регіону. (Центральна Україна, Полісся, Закарпаття і т. д.)
Переважна більшість українських танців побудована на одних і тих же рухах, які витворилися з національного темпераменту, місцевого колориту, одягу тощо. За характером музики та рухів українські народні танці можна поділити на три групи:
1. метелиці, гопаки, козачки;
2. коломийки, гуцулки, верховини,
3. польки та кадрилі (За Андрієм Гуменюком).

### Гопак

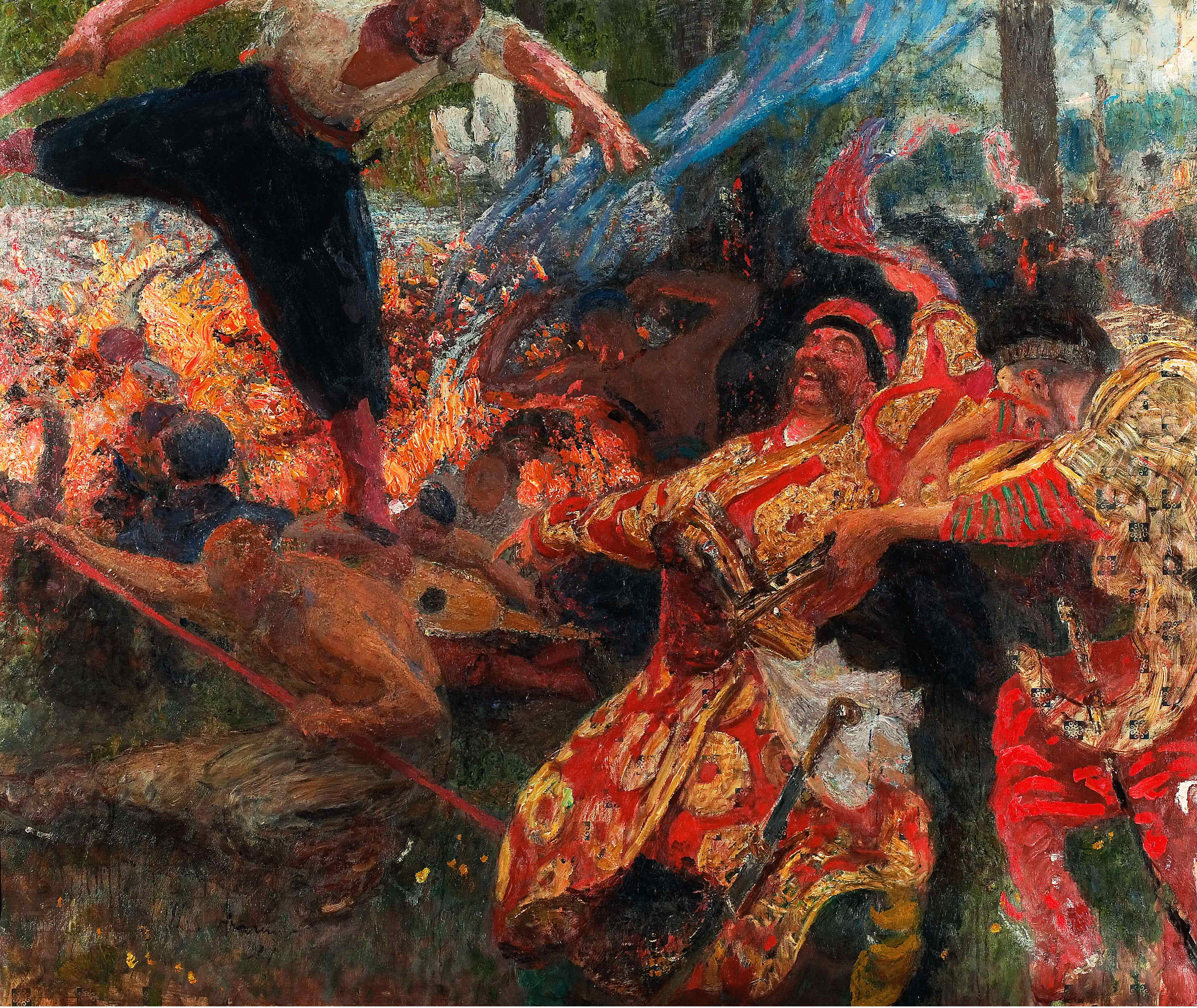
Картина Гопак (Рєпін), 1927 р.

В Україні й за кордоном українське танцювальне мистецтво репрезентує переважно «Гопак», культ якого склався на початку 20 століття. Такій популярності сприяло, насамперед, використання народних танців у спектаклях корифеїв українського театру, підхоплене шоу-групами і навіть окремими виконавцями.
Справжній фольклорний гопак був переважно сольним чоловічим танцем, в основі якого лежала імпровізація і змагання. На думку дослідника козацьких танців Вадима Купленика попередником гопака був танець «Козак», і лише внаслідок заборони Катериною II самої назви козаків та подальших цензурних утисків танець змінив назву. Про неабияку популярність «Козака» ще в XVII столітті свідчить його поширення не тільки в Україні, але й у Польщі, Московії (варіант «Козачок») та інших європейських країнах. Так у Франції в 60—70-х роках XVII століття був відомий український танцювальний театр під назвою «Па де Козак», який вже тоді репрезентував українське мистецтво танцю.

### Аркан
Особливе місце серед чоловічих танців належить ритуальному військовому танцю «аркан», який танцювали опришки перед військовими виступами. Танець мав на меті перевірити на міцність і витривалість чоловіка-воїна: хто не витримував і розривав руки, того проганяли з кола. Імовірно «Аркан» був своєрідною психологічною підготовкою до вирішальних дій, надихав, давав силу, енергію, піднімав бойовий дух.

### Козак

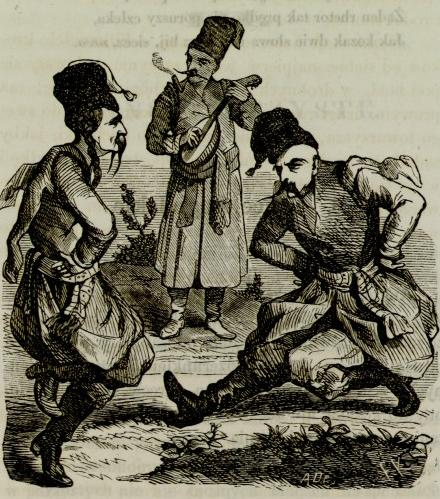
Козак

«Козак» — танцює один «козак» або два, а рідше чоловік і жінка. Найголовнішим було дрібнесенько відбивати ногами по землі, щоб аж земля гуділа, витинати голубці, підскакувати щупаком вгору і виробляти при самій землі присяди, при цьому приспівуючи і викрикуючи на все горло. Козаки танцювали не тільки ногами, а й усім тілом: руками, плечима, головою і навіть «оселедцем». Веселощі були помітні і вочах, і в усмішці, і в поруху вуса. Жінка танцювали дрібнесенько на місці, тільки час від часу описувала коло.

### Чеберячка
«Чеберячка» — старий український танець з багатьма фігурами. Всі танцювали в колі, а одним за одним по черзі, чоловіки танцюючи з закладеними за плечі руками, піднімали губами з підлоги чарку хмільного напою, випивали її і перекидали одним махом голови через плече. Всі інші, танцюючи в колі, плескали в долоні, приспівуючи: Чеберячки! Коло чеберячки припадаєм рачки! Або її вип'ю або її виллю! Чеберячки! Розкладали по середині вогонь і перескакували його по черзі (за описом Антонія Якси-Марцинківського)/